# カンホバル語
カンホバル語（カンホバルご、Qʼanjobʼal）は、マヤ語族のカンホバル語群に属する言語で、グアテマラのカンホバル言語共同体員によって話される。カンホバル語の話者は主にグアテマラ北西部のウェウェテナンゴ県のいくつかのムニシピオ(San Juan Ixcoy, San Pedro Soloma, Santa Eulalia, Santa Cruz Barillas)で話されるほか、メキシコやアメリカ合衆国の移民が使用する。グアテマラ国内の話者人口の推計値は99,112人から112,000人とするものまでがあり、ほかにアメリカ合衆国で1万人ほど、メキシコで9324人（2010年）が使用しているとされる。
カンホバル語群は大マム語群や大キチェ語群とともにウェウェテナンゴ言語圏をなし、系統関係とは別に拡散によって共通の音韻的・形態的・統辞的特徴を持っている。音韻ではそり舌音や口蓋化、形態論では名詞に対する分類詞の発達、統辞論ではVSO型の語順や従文における分裂能格と相のない節などが共通の改新として指摘されている。

## 方言
カンホバル語はIxcoy-Soloma方言とSanta Eulalia-Barillas方言に分けられるが、方言差は小さい。主に語彙が異なるが、音声や文法は同じといってよい。

## 音声
カンホバル語は大キチェ語群の大部分や大マム語群と同様に口蓋垂破裂音を持っている。また大マム語群と同様にそり舌音を持っている。
語頭の声門破裂音は正書法上は書かれないが、カンホバル語では二人称単数（A型）の接辞が加えられることによって声門破裂音の有無が音韻的に対立する。このため、正書法上hを加えることで声門破裂音がないことを表す。
- on [ʔon] 「アボカド」
- hon [on] 「あなたのアボカド」 < ha-on [aʔon]

|        | 両唇音 | 歯茎音 | 後部歯茎音 | そり舌音 | 硬口蓋音 | 軟口蓋音 | 口蓋垂音 | 声門音 |
| ------ | ------ | ------ | ---------- | -------- | -------- | -------- | -------- | ------ |
| 破裂音 | p bʼ   | t tʼ   |            |          |          | k kʼ     | q qʼ     | ʼ      |
| 破擦音 |        | tz tzʼ | ch chʼ     | tx txʼ   |          |          |          |        |
| 摩擦音 |        | s      | xh         | x        |          |          | j        |        |
| 鼻音   | m      | n      |            |          |          |          |          |        |
| 流音   |        | l r    |            |          |          |          |          |        |
| 半母音 | w      |        |            |          | y        |          |          |        |

母音は a e i o u の5種類であり、長短の区別はない。
強勢には語強勢と文強勢があり、前者は語の最初の音節に、後者は文の最後の音節に置かれる。文強勢のある語には語強勢は置かれない。

## 文法
カンホバル語はマヤ語族のほかの言語と同様に能格言語であり、動詞にはA型（能格）とB型（絶対格）の人称接頭辞または接語が加えられる。三人称は単数と複数を区別しない。一人称複数では包括形と除外形を区別するための接語が加えられることがある。名詞にA型接頭辞を加えて所有構文を作ることができる。関係名詞にもA型接頭辞が加えられる。自動詞と他動詞は接尾辞で区別される。相と法を表す接辞または接語は人称接頭辞の前か動詞の後ろ、または両方に置かれて、完全相と不完全相、可能・勧誘・願望・命令の4つの法を表す。
カンホバル語で特筆されるのは位置動詞(positional)が発達していることで、500を越える語根を持つ。位置動詞の語根にはlek「立っている」、chot「すわっている」、pan「平たい」、jop「まぶしい」などがあり、通常CVC型の単音節である。語根をそのまま使うことはできず、-an（形容詞化）、-ay（自動詞化）、-bʼaj（他動詞化）などの派生接辞を加えて用いる。
感情語（擬態語）の語根は多くが位置動詞と重複する。たとえばchʼobʼは位置動詞としては「口を開けている」ことを意味し、感情語としては「開ける音」を表す。しかし位置動詞とは異なる接尾辞が加えられる。
分類詞には具象名詞につく14種類の語（naq「男」、ix「女」、chʼen「石や金属」など）がある。この分類詞は名詞を省略して使うこともでき、その場合代名詞の働きをする。それとは別に数詞の後ろにつく3種類の数分類接尾辞（-wan「人」、-kʼon「動物」、-ebʼ「無生物」）と、形状を表す位置動詞に由来する分類詞（jilan「長いもの」、suyan「円板形のもの」など）がある。
ほかの言語で形容詞が名詞を修飾するのと異なり、カンホバル語では形容詞と後続する名詞が1つの複合語を構成する。名詞につく人称接頭辞が形容詞の前に置かれるなどの現象によって1語であることがわかる。
複数の動詞を重ねた複合的述語が発達している。
カンホバル語はマム語と同様にVSO型(VAO)の言語である。